# Robert von Zimmermann

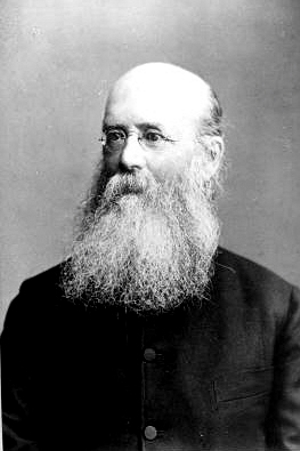

Robert Arthur Theodor von Zimmermann, född den 2 november 1824 i Prag, död där den 4 september 1898, var en österrikisk filosof och estetiker, son till filologen August Zimmermann.
Zimmermann studerade filosofi i Prag, men for snart till Wien, där han studerade matematik och naturvetenskap. År 1847 blev han assistent vid observatoriet i Wien, slog sig dock ånyo på filosofiska studier och utnämndes till extra ordinarie professor i filosofi i Olmütz 1850, blev ordinarie professor 1852 i Prag och 1861 i Wien samt lämnade professuren 1895. Han var sedan 1869 medlem av Akademie der Wissenschaften. Som filosof slöt han sig till Herbart och utgav ett stort antal filosofiska skrifter, som huvudsakligen behandlar teorier framställda av Leibniz, Hume, Kant och Herbart. Mest bekant är dock Zimmermann som estetiker, förnämligast genom sitt stora arbete Aesthetik (I-II, 1858-65). I och med detta verk framträder han som den egentlige representanten för den så kallade formestetiken.
Liksom han i sin filosofi var motståndare till Hegel och den från denne utgående idealistiska riktningen, sökte han i sin estetik vederlägga den på denna filosofi grundade uppfattningen av det sköna som en uppenbarelse av ett substantiellt innehåll. Gentemot ett dylikt uppfattningssätt, som i estetikens historia vanligen benämnes substantialism och av Zimmermann betecknas med termen "materialism", sökte han, med Herbart till utgångspunkt, visa, att det sköna ligger i formen, i förhållandet mellan det sköna föremålets delar. Den förra delen av hans Aesthetik, Geschichte der Aesthetik, har en kritisk uppgift: den skall visa, att de i historien framträdande estetiska åsikterna antingen satt eller bort sätta det skönas väsen i formen. Han indelar nämligen samtliga de historiska åsikterna i materialistiska och formalistiska och söker uppvisa de senares företräde framför de förra. Den senare delen av samma arbete, Allgemeine Aesthetik als Formwissenschaft, utgör den positiva delen av hans skönhetslära och skall ange, vilka det skönas former är, anger, vilka de förhållanden är, som behagar intresselöst och allmängiltigt.
Edvard Petrini skriver i Nordisk Familjebok: "Som förtjänster hos Z:s estetik kan man framhålla dels den rent estetiskt historiska forskning, hvarom 'Geschichte der aesthetik' bär vittne, dels hans kritiska framhållande af det otillfredsställande i att, såsom 'materialisterna' göra, fatta det sköna som en uppenbarelseform af det sanna, vidare ock hans sträfvan att en gång för alla fixera det i estetikens historia ständigt återkommande begreppet form. Detta begrepp har han definierat såsom liktydigt med begreppet relation, hvilket han åter fattar som det blotta sammanvarat mellan motsatta led. På ett sådant sammanvara ('zusammen') mellan det sköna föremålets ('bildens') enskilda delar beror enligt Z. skönhetsintrycket, ja skönheten är just detta sammanvara, m. a. o. 'det sköna är form'. De enskilda delarna åter, som stå i relation till hvarandra, d. v. s. själfva relations- eller formleden, äro för skönheten likgiltiga. De enskilda marmorpartiklarna, t. ex. i en skön marmorbild, äro ej sköna. Skön är blott relationen, förhållandet mellan dem."
Petrini fortsätter: "Svårigheten vid denna åsikt torde i korthet kunna uttryckas sålunda: Om, såsom Z:s afsikt är, den formalistiska principen strängt fasthålles, så att det sköna alltjämt fattas såsom den blotta relationen mellan för skönheten själf likgiltiga relationsleder, så blir det, såsom vi skola visa, omöjligt att åt detsamma vindicera någon som helst karakteristisk egenskap. I sin 'Geschichte der aesthetik' grundar Z. formalismens företräde framför 'materialismen' väsentligen på det, såsom det synes, antagliga skälet, att hvarje skönt föremål visar sig för oss såsom skönt endast därigenom, att dess delar stå till hvarandra i viss relation. Men man kan lätt iakttaga, att hvarje bestämning, hvarje egenskap på samma sätt som det sköna kan föras tillbaka till en relation, till ett sammanvara mellan två eller flera förutsatta relationsled. Intet nytt föremål, ingen ny egenskap kan af vårt tänkande fattas framträda i vår värld, på annat sätt än därigenom, att föremål (verkliga föremål, föreställningar, tankar o. s. v.), som förut finnas, ställas i relation till hvarandra; hvarje ord t. ex. förutsätter bokstäfver eller bokstafsljud, af hvilka det bildats genom deras relation till hvarandra; ett nytt träd kan icke tänkas uppväxa utan förutsättning af, att förut finnes ett frö samt jord, luft och vatten och att dessa senare stå i relation till det förra o. s. v."
Petrini avslutar: "Men om således intet i vår värld kan bli verkligt annat än genom en relation, så följer visserligen ej däraf, att det verkligblifna ej skulle vara något annat eller mer än det blotta sammanvarat mellan de förut gifna relationsleden. Däremot är af det sagda klart, att det sköna genom sin egenskap att framträda endast därigenom, att förut gifna led sättas i relation till hvarandra, ej skiljer sig från andra föremål eller egenskaper. Fasthåller man emellertid strängt vid, att skönheten endast består i ett förhållande (ett blott sammanvara) mellan delar, så blir det sköna intet eller på sin höjd ett 'plustecken', ett det allra abstraktaste begrepp om enhet. Men häraf följer, att man icke ens kan fatta det sköna såsom någon viss bestämd form eller såsom ett helt af dylika former eller relationer och att man än mindre med Z. kan tillägga detsamma vissa på dessa grundade egenskaper, såsom storhet, enhetlighet, karaktär, korrekthet samt sken af lif och andlighet."